# スレーター軌道
スレーター軌道（スレーターきどう、英: Slater-type orbital、略称: STO）は量子力学において、多電子系、例えば原子番号の大きい原子の原子軌道関数をみつもるために提案された近似的な波動関数である。名称は1930年にこの軌道を提案したジョン・スレーターに因む。
スレーター型軌道は遠距離で指数関数的に減衰し、近距離で加藤のカスプ条件を満足する（水素様原子関数、すなわち1電子原子についての定常状態シュレーディンガー方程式の解析解と組み合わせた時）。水素様シュレーディンガー軌道とは異なり、STOは動径節（球面節）を持たない。
角度方向の波動関数は、水素原子で求められたものと同じとして、動径波動関数を次の式で近似する。
{\displaystyle R(r)=r^{n-l}\exp \left(-{\frac {Z-s}{n'a_{0}}}r\right)}
ここで n は主量子数、l は方位量子数、n' は有効主量子数で n>3の時小さく見積もる。aoは遮蔽定数、Z は原子番号（電子数）、sは他の電子による遮蔽で、スレーターの規則に従って他電子の寄与をきめる。
計算コストの観点から、量子化学計算では一般的にガウス軌道が用いられる。